# Бановка (Одеска област)
 Тази статия е за селото в Одеска област.  За селото в Запорожка област вижте Бановка (Запорожка област).  
Бановка, по-рядко Банова (на украински: Баннівка, на руски: Банновка, на румънски: Băneasa) е село в Болградски район, Одеска област, Украйна. Землището му заема площ от 1.56 км2. Кмет на селото е бесарабският българин Виктор Генчев.

## География
Селото се намира в историко–географската област Буджак, в южната част на Бесарабия. То е разположено на 29 км източно от град Болград.

## История
Бановка е основана в 1821 година от българи, преселили се от Измаил. Според някои източници от българските земи преселниците произхождат от село Чоба. През 1835 година в Бановка са регистрирани 84 семейства с 510 жители (260 мъже и 250 жени). 12 от семействата (57 души) са нови преселници, установили се в селото след Руско-турската война от 1828 – 1829 г. В 1839 година в селото е изградена църквата „Света Троица“.
Съгласно Парижкия мирен договор от 1856 г. Бановка попада в Княжество Молдова, а впоследствие – в новообразуваната Румъния. През 1858 година молдовските власти разрешават да се открие в селото начално българско училище, в което за известно време учителства книжовникът Богдан Манчев от Свищов. През 1861 – 1862 година жители на Бановка се включват в преселническото движение на бесарабските българи от Румъния в Русия и основават едноименно село в Таврия, както и село Марина.
На 15 септември 1863 г., в Бановка е роден големият български военачалник, блестящ кавалерийски командир и освободител на цяла Добруджа, генерал-лейтенант Иван Колев.
През 1878 година Бановка отново е включена в състава на Руската империя. В началото на ХХ век селото има 150 къщи, 980 жители, притежаващи 3779 десетини земя.
През 1918 – 1940 и 1941 – 1944 година Бановка отново е в границите на Румъния. Според данните от преброяването от 1930 година жителите на Бъняса са 1.507 души, от които 1231 българи (81,69%), 175 руснаци (11,61%), 94 румънци (6,24%), 6 гагаузи и 1 поляк.
От края на юни 1940 до юни 1941 година селото е в състава на Съветския съюз. През март 1941 година 58 семейства създават колхоз.
От 1944 до 1991 година Бановка отново е част от СССР, а от 1991 година – от независима Украйна.

## Население
Населението на селото възлиза на 1211 души. Гъстотата е 776,28 души/км2. По-голяма част от жителите са бесарабски българи.
Численост на населението според преброяванията през годините:
- 1835 – 510 души
- 1852 – 766 души[11]
- 1930 – 1507 души
- 2001 – 1211 души

### Езици
Численост и дял на населението по роден език, според преброяването на населението през 2001 г.:
| Роден език | Численост | Дял (в %) |
| Общо       | 1211      | 100,00    |
| Български  | 1082      | 89,34     |
| Руски      | 62        | 5,11      |
| Украински  | 48        | 3,96      |
| Молдовски  | 12        | 0,99      |
| Гагаузки   | 4         | 0,33      |
| Немски     | 1         | 0,08      |
| Други      | 2         | 0,16      |

## Личности
Личности, родени в селото:
- Иван Колев (1861 – 1917) – български военен деец, герой от Първата световна война
- Иван Стоянов (1935 – 2016) – български филолог
- Марин Пундев – български просветен деец и революционер, член на Вътрешната македоно-одринска революционна организация